# Ptilinopus luteovirens
El tilopo dorado (Ptilinopus luteovirens) es una especie de ave columbiforme de la familia Columbidae endémica de Fiyi.

## Descripción
Es un ave de porte pequeño, mide unos 20 cm de largo, y posee una cola corta. El plumaje de los machos es de color amarillo dorado brillante. Las plumas del cuerpo son casi iridiscentes a causa de su forma alargada y textura similar al pelo. Su cabeza es un poco más clara con un tinte verdoso. Su pico es de color piel en torno a los ojos y sus patas son azul-verdosas con irisación blancuzca. Las partes bajo las alas y las coberteras de la cola son amarillas. La hembra es de color verde oscuro con partes desnudas similares a las del macho. Los ejemplares juveniles se asemejan a la hembra.

## Distribución
Es endémico de los bosques de las islas Viti Levu, Ovalau, Gau, Beqa y Waya del archipiélago de Fiyi. 
La dieta del tilopo dorado consiste de pequeños frutos, bayas e insectos. Por lo general la hembra pone un solo huevo blanco. El tilopo dorado se encuentra muy emparentado con  Ptilinopus layardi y  Ptilinopus victor. Estas especies son alopátricas, lo que significa que no comparten el mismo hábitat en ningún sitio.